# Polybolos

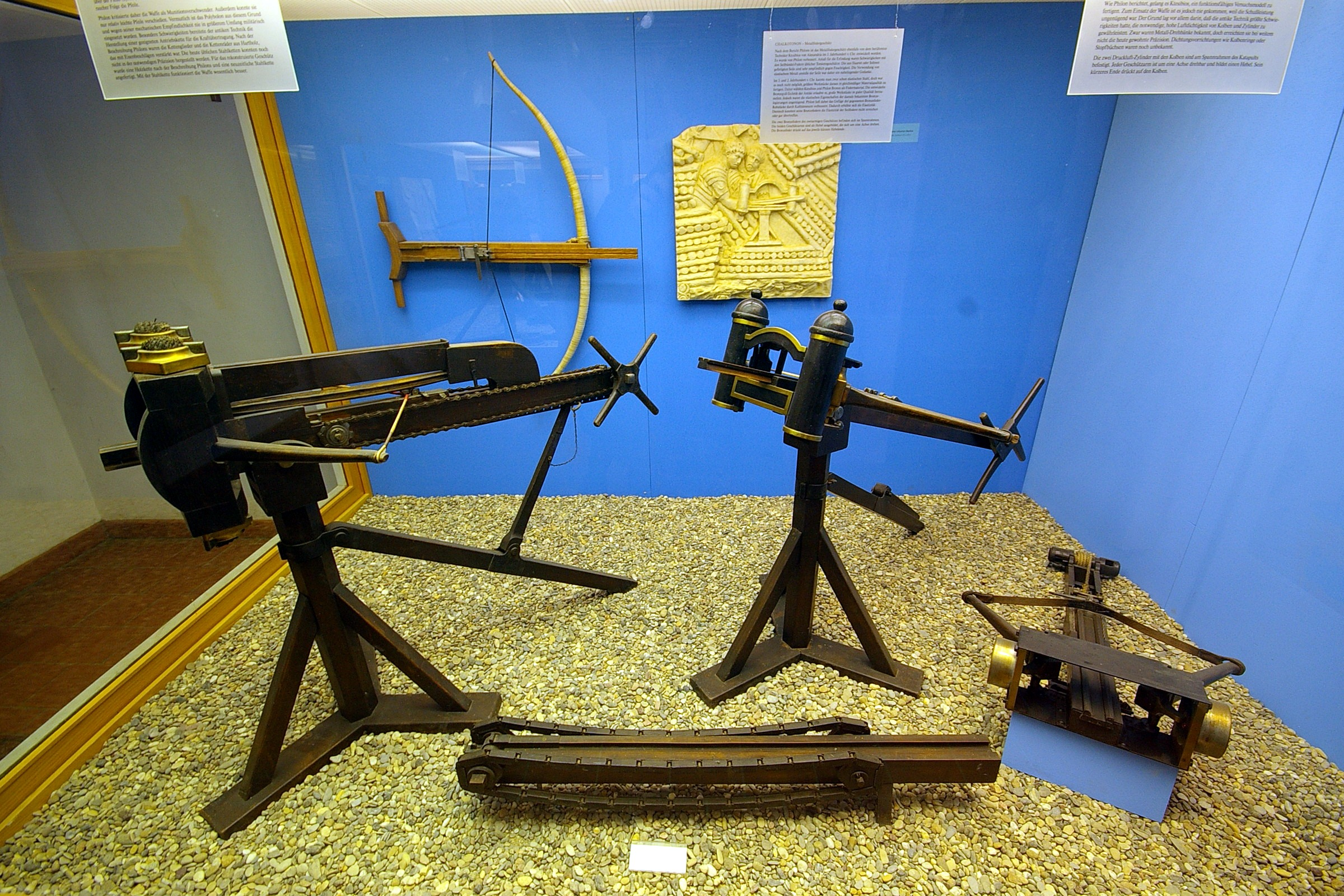
Arsenale di antica artiglieria meccanica a Saalburg, in Germania. A sinistra una ricostruzione del polybolos da parte dell'ingegnere tedesco Erwin Schramm (1856-1935)

Il polybolos è una balista a ripetizione che si dice sia stata inventata da Dionisio di Alessandria. 
Filone di Bisanzio descrisse il polybolos, una catapulta che come le moderne mitragliatrici poteva sparare in continuazione senza bisogno di ricaricare. Filone ha lasciato una descrizione dettagliata degli ingranaggi che permettevano il funzionamento del meccanismo a catena, la più antica applicazione conosciuta di questa tecnica, grazie al quale i proiettili venivano inseriti nei caricatori. Non esistono prove archeologiche che dimostrino utilizzi successivi di questa macchina.

## Meccanismo
Il polybolos è diverso da una normale balista per il fatto di essere dotato di uno scomparto in legno sopra la mensa (il cesto che conteneva il proiettile da lanciare) in grado di contenere decine di colpi. Il meccanismo è unico per il fatto di essere guidato da una catena collegata ad un argano; questo genere di catena è un'invenzione erroneamente attribuita a Leonardo da Vinci.
Quando si scoccava un dardo, l'argano veniva ruotato in senso antiorario con l'artiglio alzato; questo portava la mensa in avanti verso la corda, dove un'aletta del metallo spingeva l'innesco sotto l'artiglio.
Una volta che la corda era bloccata nel meccanismo d'innesco, l'argano ruotava in senso orario riportando indietro il mensa, e trascinando con sé la corda.
Un palo rotondo di legno sul fondo del caricatore veniva piegato in passo verso la mensa, lasciando cadere un singolo dardo nel cesto, pronto per essere lanciato. Quando la mensa veniva tirata nuovamente indietro andava ad incocciare un'altra aletta simile a quella che aveva portato la corda in posizione; questa spingeva l'innesco facendo sparare automaticamente il polybolos, dopodiché il meccanismo ripartiva. La ripetizione diede all'arma il nome greco di πολύ - poly "multiplo, molti" e -βόλος - -bolos "lanciatore" (da βάλλω - ballo "lanciare").